# Pagergunung (Ulujami)
Pagergunung is een plaats en een bestuurslaag (kelurahan) in het onderdistrict (kecamatan)  Ulujami in het regentschap Pemalang van de provincie Midden-Java, Indonesië.Pagergunung telt 7.207 inwoners (volkstelling 2010).